# Medalla de la defensa de Sebastòpol
La Medalla de la defensa de Sebastòpol  (Rus: Медаль «За оборону Севастополя») és una medalla de la Guerra Defensiva de la Gran Guerra Patriòtica, creada el 22 de desembre de 1942 per Stalin i atorgada a tots els soldats de l'Exèrcit Roig, Marina Roja, Tropes del Ministeri de l'Interior (MVD) i Civils que van participar que van participar en la defensa de Sebastòpol del 5 de novembre de 1941 al 4 de juliol de 1942.
Sebastòpol va rebre el títol de "Ciutat heroica" (les altres són Odessa, Leningrad, Moscou, Stalingrad, Kíev, la Fortalesa de Brest, Kertx, Novorossisk, Minsk, Tula, Múrmansk i Smolensk)
Va ser atorgada unes 52.540 vegades

## Disseny
És una medalla de coure amb dos busts al mig, un mariner en primer pla i un soldat al darrere. Al voltant hi ha la inscripció "ЗА ОБОРОНУ СЕВАСТОПОЛЯ". A sota hi ha una àncora; unes àncores i a la punta superior una estrella. Al revers apareix la inscripció "ЗА НАШУ СОВЕТСКУЮ РОДИНУ" (Per la nostra terra Nativa Soviètica) a sota de la falç i el martell.
Es suspèn sobre un galó pentagonal verd amb una franja de 2 mm blava al mig.